# Santaizi ATP Challenger 2024
Il Santaizi ATP Challenger 2024 è stato un torneo maschile di tennis professionistico. È stata la 7ª edizione del torneo, facente parte della categoria Challenger 75 nell'ambito dell'ATP Challenger Tour 2024, con un montepremi di 82 000 $. Si è giocato dal 13 al 19 maggio 2024 sui campi in cemento del Centro sportivo dell'Università Nazionale di Taiwan di Taipei, in Taiwan.

## Partecipanti

### Teste di serie
| Nazionalità   | Giocatore         | Ranking* | Testa di serie |
| ------------- | ----------------- | -------- | -------------- |
| Australia     | Max Purcell       | 84       | 1              |
| Australia     | James Duckworth   | 102      | 2              |
| Australia     | Adam Walton       | 111      | 3              |
| Giappone      | Yasutaka Uchiyama | 189      | 4              |
| Australia     | Li Tu             | 194      | 5              |
| Corea del Sud | Hong Seong-chan   | 198      | 6              |
| Australia     | Omar Jasika       | 204      | 7              |
| Francia       | Antoine Escoffier | 228      | 8              |

* Ranking al 6 maggio 2024.

### Altri partecipanti
I seguenti giocatori hanno ricevuto una wild card per il tabellone principale:
- Ray Ho
- Huang Tsung-hao
- Yin Bang-shuo

I seguenti giocatori sono entrati in tabellone come alternate:
- Chung Yun-seong
- James McCabe

I seguenti giocatori sono passati dalle qualificazioni:
- Rémy Bertola
- James Trotter
- Blake Ellis
- Mukund Sasikumar
- Nam Ji-sung
- Alafia Ayeni

## Punti e montepremi
| Torneo    | Torneo              | V     | F     | SF    | QF    | 2T    | 1T  | Q | Q2  | Q1  |
| Singolare | Punti               | 75    | 44    | 22    | 12    | 6     | 0   | 4 | 2   | 0   |
| Singolare | Premi in denaro ($) | 9 880 | 5 820 | 3 450 | 2 000 | 1 165 | 720 | – | 360 | 185 |
| Doppio    | Punti               | 75    | 44    | 22    | 12    | –     | 0   | – | –   | –   |
| Doppio    | Premi in denaro ($) | 4 250 | 2 450 | 1 480 | 880   | –     | 500 | – | –   | –   |

## Campioni

### Singolare
Adam Walton ha sconfitto in finale  Illja Marčenko con il punteggio di 3–6, 6–2, 7–6(3).

### Doppio
Ray Ho /  Nam Ji-sung hanno sconfitto in finale  Toshihide Matsui /  Kaito Uesugi con il punteggio di 6–2, 6–2.